# Белопёрый пескарь Антипы
Белопёрый пескарь Антипы (Romanogobio antipai) — вид лучепёрых рыб семейства карповых.

## Описание
Длина тела до 7,5 см. Тело удлиненное, относительно невысокое, немного сжато по бокам. Глаза очень маленького размера. В спинном плавнике обычно 8 разветвленных лучей. Между боковой линией и началом брюшного плавника находится 4 чешуи. Общая окраска светлая, серовато-желтоватая. На боках тела имеется 7-8 округленных тёмных пятен.

## Ареал
Пресноводная рыба. Эндемик низовьев реки Дунай. На Украине вид отмечен лишь однажды в низовьях Дуная (Одесская область, Килийский район, река Дунай, апрель 1961 года, 2 особи). За последние 50 лет сведения о новых находках отсутствуют, вид объявлен вымершим.

## Биология
Пресноводная донная жилая рыба. Предпочитала глубокие участки рек. Держалась преимущественно на песчаных почвах. Питалась донными беспозвоночными. Промышленного значения не имела.